# チョルマグン
チョルマグン（モンゴル語: Čormanγun、生没年不詳）は、13世紀初頭にチンギス・カン及びオゴデイ・カアンに仕えたスニト出身の千人隊長。『元朝秘史』などの漢文史料では綽児馬罕（Čormaqan>chuòérmǎhǎn）、『集史』などのペルシア語史料ではچورماغون（Čormanγun>Chūrmāghūn）と記される。『元朝秘史』の記述に従ってチョルマカンとも。

## 概要
『集史』「スニト部族志」によると、チョルマグンは元来チンギス・カンに仕えるコルチ（qorči、箭筒士）であったという。『元朝秘史』にはÖtegedei Čormaqanという表記もあり、チョルマグンはキヤト・ボルジギン氏に代々仕えるオテゲテイ・ボオル（世襲的隷属民）の家系に生まれたのではないかと推測されている。
チンギス・カンの死からオゴデイ・カアンがクリルタイによって選出されるまでの期間、モンゴル帝国の国政は監国トルイが取り仕切っていたが、この頃ホラズム・シャー朝の遺領でジャラールッディーン・メングベルディーが勢力を拡大しつつあることが問題視されていた。そこで1228年、トゥルイとオゴデイの協議の下、チョルマグン率いる4万人隊がタンマチ（辺境鎮戍軍）としてイラン方面へ派遣されることが決定された。
イランへとやってきたチョルマグンはホラーサーンを通過し、真っ直ぐにジャラールッディーンの拠点とするアゼルバイジャン方面へと向かった。アゼルバイジャン地方の一角、ムーガーン平原の戦いでチョルマグンはジャラールッディーン軍を破り、更にグルジア王国の領土も征服した。チョルマグンの軍勢はここから更に西進し、カイホスロー2世率いるルーム・セルジューク朝軍をキョセ・ダグの戦いで破り、アナトリア方面まで進出した。チョルマグンの一連の活動によってイラン方面でモンゴル側に従わないのはアラムートの暗殺教団とバグダードのアッバース朝を残すのみとなり、これらの征服はフレグに引き継がれることとなる。
チョルマグンの後、イラン方面のタンマチ（タマ軍）の指揮権はベスト氏のバイジュに引き継がれた。更にその後チョルマグンの息子のシレムンがタンマチの指揮権を引き継いだが、その子供達はフレグ・ウルスの内乱に巻き込まれて処刑されてしまい、チョルマグンの家系は断絶してしまった。

## イラン・アゼルバイジャン方面タンマチ司令官
1. チョルマグン（Čormanγun ＞綽児馬罕/chuòérmǎhǎn,چورماغون/Chūrmāghūn）
2. バイジュ・ノヤン（Baiǰu noyan ＞ بايجو نويان/Bāyjū Nūyān）
3. シレムン（Širemün ＞شيرامون/Shīrāmūn）
4. アダク（Adak ＞اداک/Adāk）

## スニト氏チョルマグン家
- チョルマグン（Čormanγun ＞綽児馬罕/chuòérmǎhǎn,چورماغون/Chūrmāghūn）
  - シレムン（Širemün ＞شيرامون/Shīrāmūn）
    - エブゲン（Ebügen ＞ابوکان/Abūkān）
    - バイグト（Baiγut ＞بايغوت/Bāīghūt）
    - バヤン（Bayan ＞بايان/Bāyān）